# チャーン賞
チャーン賞 (Chern Medal) は、国際数学者会議 (ICM) で数学者に授与される賞の一つ。生涯にわたる群を抜く業績を挙げた数学者に贈られるものとされる。チャーン賞は、陳省身を記念して創設され、2010年のインド、ハイデラバードの国際数学者会議で初めて施賞された。

## 受賞者の一覧
- 2010年：ルイス・ニーレンバーグ  カナダ/ アメリカ合衆国
- 2014年：フィリップ・グリフィス  アメリカ合衆国
- 2018年：柏原正樹  日本
- 2022年：バリー・メイザー  アメリカ合衆国